# Alberto Vaccarezza
Bartolomé Ángel Venancio Alberto Vaccarezza, más conocido como Alberto Vaccarezza (Almagro, Buenos Aires, 1 de abril de 1886 - id., 6 de agosto de 1959), fue un dramaturgo, letrista de tango y poeta argentino, máximo exponente del sainete porteño. 
Amigo y colaborador de Carlos Gardel, despidió sus restos en el Cementerio de la Chacarita. Fue presidente de Argentores (Sociedad General de Autores) y de la Casa del Teatro. Fue el creador del sainete en la Argentina, un tipo de obra teatral, generalmente calificada como "género chico". Su obra Una gran persona representa y describe los tiempos en que las corrientes inmigratorias hacia la Argentina llevaban a la mayoría de los recién llegados a vivir en hacinamiento.
Fue hombre de radio, tanto como charlista breve y autor de cantidad de guiones para propuestas de diverso tipo. Escribió poemas sencillos, que recitaba por la radio y que fueron editados en libros, como por ejemplo: "La Biblia gaucha", "Dijo Martín Fierro" y "Cantos de la vida y de la tierra".
Fue de los primeros en luchar para conseguir el aporte de los propietarios de las salas teatrales.

## Su relación con el tango
Fue autor de numerosas letras de tango, zambas, estilos y ritmos afines.
Carlos Gardel le grabó 13 temas: "La copa del olvido" (con música de Enrique Pedro Delfino, en 1921), "Otario que andás penando" (también con Delfino, en 1932), "Adiós para siempre" (con Antonio Scatasso, 1925), "Adiós que te vaya bien" (con Delfino, 1924), "Araca corazón" (Delfino, 1927), "Eche otra caña pulpero" (Delfino, 1923), "El carrerito" (con Raúl de los Hoyos, 1928), "El poncho del amor" (Scatasso, 1927), "Francesita" (Delfino, 1924), "No le digas que la quiero" (Delfino, 1924), "No me tires con la tapa de la olla" (Scatasso, 1926, a partir del tango primitivo del mismo título), "Padre nuestro" (Delfino, 1923), "Talán talán" (Delfino, 1924). 
Otros intérpretes le cantaron "La canción" y "Botines viejos" (ambos con Juan de Dios Filiberto) y también "Atorrante", "Calle Corrientes", "Julián Navarro" (con Francisco Canaro), "Pobre gringo" (junto con Juan Caruso y música de Antonio Scatasso), "Muchachita porteña" (con Mariano Mores), entre muchos otros.

## Los géneros
El sainete cómico, como Tu cuna fue un conventillo (1925) y El conventillo de la Paloma (1929) trabaja con situaciones puramente reideras y entrelaza en la trama un conflicto melodramático de problemática más leve, en general ligado a lo amoroso y con desenlace feliz.
El sainete tragicómico, como Cuando un pobre se divierte (1921) alterna situaciones cómicas y trágicas (no dramáticas ni melodramáticas), entendiendo lo trágico como la experiencia de lo irreparable, de una pérdida que no puede mitigarse. Una obra para que el espectador alternadamente ría y sufra, pero esto último como un dolor sin atenuantes ni mitigación posibles.

## Valoración
Dice Osvaldo Pellettieri que Vacarezza fue el primer autor en descubrir al sainete como género teatralista, no realista y agrega que su sainete:

…es siempre una realidad representada, mediatizada, estilizada… le sacó el poco costumbrismo que le quedaba… dejó lo sentimental… hizo crecer de manera desmesurada lo caricaturesco… los personajes extranjeros eran tratados de manera xenófoba… fue un gran autor pero era reaccionario… lo cómico desinteresado de lo social constituyó la característica del humor de Vacarezza. No había ninguna crítica social en su comicidad… no hay clases sociales, no hay hambre.

Vacarezza fue un prolífico autor que escribió más de doscientas obras entre letras de tango, zambas, canciones, poemas y piezas teatrales. Los elementos teatrales que utilizaba eran prácticamente invariables: el escenario de sus obras —en el caso, un conventillo— personajes del país y del extranjero en franco contraste de caracteres —especialmente los de italianos y españoles, las colectividades más numerosas del país—, las mujeres claramente encasilladas —las pobres pero honradas y las otras, ganadas por el asfalto y las luces del centro— y una galería de nativos con compadritos, atorrantes, pícaros, guitarristas, etc. Vararezza no es un creador de tipos ni ambientes. Le falta autenticidad.
Así pudo decir la crónica de La Razón del 6 de abril de 1929: 

Cuando se alza el telón sobre un nuevo sainete del señor Vacarezza, cualquier espectador, si conoce dos o tres obras del autor puede ir previendo no sólo los acontecimientos capitales de la acción, sino las escenas, las situaciones …casi hasta la frase con que el compadrito va a retrucar a su rival …

## Cuando un pobre se divierte
Cuando un pobre se divierte es un sainete en un acto y dos cuadros que fue estrenado el 19 de octubre de 1921 en el Teatro Nacional por la compañía de Pascual Carcavallo. En 1936 se realizó una película del mismo nombre basada en la obra y dirigida por Roque Lavera. Desde que se ha ido de su casa hace tres años el personaje Mentaberry busca a su hijo, un niño se ha mudado con su abuela, llevando siempre encima un juguete, por si finalmente lo encuentra. Finalmente sabrá que su hijo tan buscado ha muerto hace tiempo. Vacarezza retoma en esta obra el personaje del hombre "calavera",  el mujeriego aficionado al cabaré, el juego, el tango y la vida bohemia que abandona a su esposa y a sus hijos.

## El conventillo de la Paloma
Inspirada en la vida de los conventillos. En particular de la Casa Colectiva La Nacional ubicada en el porteño barrio de Villa Crespo de la ciudad de Buenos Aires, en la que precisamente uno de sus principales personajes es el Guapo Villa Crespo. Mientras que el nombre de la obra se debe al personaje femenino, referido a una operaria de la Fábrica Nacional de Calzados que vivía en la mencionada casa colectiva La Nacional en alusión a dicha fábrica.

## Obras

### Sainetes
- El juzgado (1903, su primera obra)
- Los scruchantes (1911)
- Cuando un pobre se divierte (1921)
- Tu cuna fue un conventillo (1925)
- El conventillo de la Paloma (1929)
- El conventillo del gavilán (1931)
- La comparsa se despide (1932)
- Murió el Sargento Laprida (1936)

### Poesía - Letras de tango
- La copa del olvido
- Araca, corazón
- Otario que andás penando
- Eche otra copa pulpero
- No me tires con la tapa de la olla
- Pobre gringo
- Virgencita del Talar
- Talán...Talán...(1924)

Es clásica su poesía titulada "Receta para escribir un sainete", que dice así:
"Un patio de conventillo,
un italiano encargado,
un gallego retobado,
una percanta, un vivillo,
dos malevos de cuchillo, 
un chamuyo, una pasión,
choque, celos, discusión,
desafío, puñalada,
aspamento, disparada,
auxilio, cana, telón."

### Guion cinematográfico
- El conventillo de la Paloma (1936)
- Lo que le pasó a Reynoso (1937)
- Viento Norte (1937)
- Murió el sargento Laprida (1937)
- El cabo Rivero (1938)
- Pampa y cielo (1938)
- El comisario de Tranco Largo (1942)
- Sendas cruzadas (1942)
- Lo que le pasó a Reynoso (1955)

## Homenajes
- Una plazoleta del barrio porteño de Villa Luro, ubicada entre las calles Virgilio, Alcaraz y Molière, recuerda al que fuera el padre del sainete.[8]
- En la estación Medrano del Subte B de Buenos Aires hay un homenaje a su persona.